# 17e cérémonie des Los Angeles Film Critics Association Awards
La 17e cérémonie des Los Angeles Film Critics Association Awards (LAFCA Awards), décernés par la Los Angeles Film Critics Association, a eu lieu le 21 janvier 1992, et a récompensé les films réalisés dans l'année 1991.

## Palmarès
Note : la LAFCA décerne deux prix dans chaque catégorie ; le premier prix est indiqué en gras.

### Meilleur film
- Bugsy
  - The Fisher King : Le Roi pêcheur (The Fisher King)

### Meilleur réalisateur
- Barry Levinson pour Bugsy
  - Terry Gilliam pour The Fisher King : Le Roi pêcheur (The Fisher King)

### Meilleur acteur
- Nick Nolte pour son rôle dans Le Prince des marées (The Prince of Tides)
  - Warren Beatty pour son rôle dans Bugsy

### Meilleure actrice
- Mercedes Ruehl pour son rôle dans The Fisher King : Le Roi pêcheur (The Fisher King)
  - Geena Davis pour son rôle dans Thelma et Louise

### Meilleur acteur dans un second rôle
- Michael Lerner pour son rôle dans Barton Fink
  - Robert Duvall pour son rôle dans Rambling Rose

### Meilleure actrice dans un second rôle
- Jane Horrocks pour son rôle dans Life Is Sweet
  - Amanda Plummer pour son rôle dans The Fisher King : Le Roi pêcheur (The Fisher King)

### Meilleur scénario
- Bugsy – James Toback
  - The Fisher King : Le Roi pêcheur (The Fisher King) – Richard LaGravenese

### Meilleure photographie
- Barton Fink et Homicide – Roger Deakins
  - My Own Private Idaho – John J. Campbell et Eric Alan Edwards

### Meilleure musique de film
- En liberté dans les champs du seigneur (At Play in the Fields of the Lord), La Double Vie de Véronique (Podwójne życie Weroniki) et Europa Europa (Hitlerjunge Salomon) – Zbigniew Preisner
  - Le Silence des agneaux (The Silence of the Lambs) et Le Festin nu (Naked Lunch) – Howard Shore

### Meilleur film en langue étrangère
- La Belle Noiseuse  France
  - Europa Europa (Hitlerjunge Salomon)  Allemagne  France  Pologne

### Meilleur film d'animation
- La Belle et la Bête (Beauty and the Beast)

### Meilleur film documentaire
- American Dream de Barbara Kopple

### New Generation Award
- John Singleton pour son film Boyz N the Hood

### Career Achievement Award
(ex æquo)
- Vincent Price
- Elmer Bernstein

### Experimental/Independent Film/Video Award
- Jon Jost – All the Vermeers in New York

### Prix spécial
- Office national du film du Canada.